# Couthouyella striatula
Couthouyella striatula is een slakkensoort uit de familie van de Epitoniidae. De wetenschappelijke naam van de soort is voor het eerst geldig gepubliceerd in 1838 door Couthouy.